# Escândalo da Cleveland Street
O escândalo da Cleveland Street ocorreu em 1889, quando um bordel para homens homossexuais foi descoberto pela polícia na Cleveland Street, no bairro londrino de Fitzrovia. À época, atos sexuais entre homens eram ilegais no Reino Unido, e os clientes de bordéis enfrentavam possíveis processos criminais e certo ostracismo social se descobertos. Dizia-se que um dos clientes do bordel era o príncipe Alberto Vitor, que era o filho mais velho do Príncipe de Gales e segundo na linha de sucessão ao trono britânico. O governo foi acusado de encobrir o escândalo para proteger os nomes dos aristocratas envolvidos.
Um dos clientes, Lord Arthur Somerset, era escudeiro do Príncipe de Gales. Ele e o gerente do bordel, Charles Hammond, conseguiram fugir para o exterior antes da apresentação formal das acusações contra eles. Os garotos de programa, que também trabalhavam como mensageiros de telégrafo nos Correios, foram condenados a penas leves e os clientes não foram processados. Após Henry James FitzRoy, Conde de Euston, ser apontado pela imprensa como um dos clientes, ele moveu um processo contra os jornais por difamação. A imprensa britânica nunca apontou o príncipe Alberto Vitor como frequentador do bordel e não há provas de que ele tenha visitado o local, mas os rumores de que ele teria participado do incidente têm dado cor à percepção que os biógrafos têm dele desde então.
O escândalo alimentou as percepções de que a homossexualidade masculina era um vício aristocrático que corrompia os jovens de classe baixa. Tais percepções ainda eram prevalentes em 1895, quando o Marquês de Queensberry acusou Oscar Wilde de ser um homossexual ativo. Wilde processou Queensberry por calúnia, mas o seu processo entrou em colapso. Ele foi preso, considerado culpado de indecência, e condenado a dois anos de trabalho forçado.

## O bordel

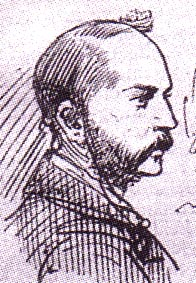
Ilustração do inspetor Frederick Abberline, de um jornal da época.

Em julho de 1889, o agente policial Lucas Hanks investigava um roubo que ocorreu nos escritórios da Central Telegráfica de Londres. Durante a investigação, um mensageiro do telégrafo de 15 anos de idade, chamado Charles Thomas Swinscow, foi descoberto tendo em sua posse quatorze xelins, o equivalente a várias semanas de seu salário. Naquela época, não era permitido aos mensageiros transportar qualquer dinheiro pessoal durante o exercício de suas funções, de modo a evitar que o dinheiro deles se misturasse com o dos clientes. Suspeitando que o rapaz estivesse envolvido no roubo, Hanks o interrogou. Após hesitar, Swinscow admitiu ter ganhado o dinheiro trabalhando como prostituto para um homem chamado Charles Hammond, que operava um bordel masculino no número 19 da Cleveland Street. De acordo com Swinscow, ele foi apresentado a Hammond por um funcionário dos Correios de 18 anos de idade chamado Henry Newlove. Além disso, ele revelou os nomes de dois outros meninos de dezessete anos de idade, também mensageiros de telégrafo, que trabalhavam para Hammond: George Alma Wright e Charles Ernest Thickbroom. O agente policial Hanks obteve declarações corroborativas de Wright e Thickbroom e, munido destas, conseguiu uma confissão de Newlove.
O policial relatou o caso a seus superiores e este foi entregue ao detetive-inspetor Frederick Abberline. O inspetor Abberline foi até ao bordel em 6 de julho, munido de um mandado de prisão para Hammond e Newlove por violação ao artigo 11 da Lei de Emenda ao Código Penal (1885). A norma prescrevia que todas as atividades homossexuais entre homens, bem como o ato de solicitá-las, fossem puníveis com prisão até dois anos, com ou sem trabalhos forçados. Ele encontrou o bordel trancado e Hammond havia fugido, mas foi capaz de prender Newlove na casa de sua mãe em Camden Town. No período entre seu depoimento a Hanks e sua prisão, Newlove tinha ido até a Cleveland Street e avisado Hammond, que consequentemente fugiu para a casa de seu irmão em Gravesend.

## Clientes notáveis

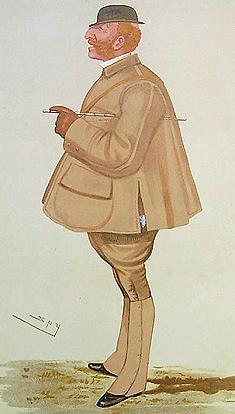
Caricatura do Lord Arthur Somerset, 1887.

No caminho até a delegacia, Newlove declarou que Lord Arthur Somerset e Henry James FitzRoy, Conde de Euston, bem como um coronel do exército chamado Jervois, eram visitantes do bordel. Somerset era chefe dos estábulos do Príncipe de Gales. Apesar de Somerset ter sido entrevistado pela polícia, nenhuma ação imediata foi tomada contra ele e as autoridades demoraram a agir em relação às denúncias contra ele. Um vigia foi colocado na casa vazia e os detalhes do caso se embaralharam entre os departamentos do governo.
Em 19 de agosto, um mandado de prisão foi expedido contra George Veck, um conhecido de Hammond que fingia ser um clérigo. Veck havia trabalhado na Central Telegráfica, mas tinha sido demitido por "conduta imprópria" contra os mensageiros. Um jovem de 17 anos encontrado nos alojamentos de Veck em Londres revelou à polícia que ele tinha ido para Portsmouth e logo retornaria de trem. A polícia prendeu Veck na Estação Waterloo. Em seus bolsos, os policiais descobriram cartas de Algernon Allies. Abberline enviou o condestável Hanks para entrevistar Allies na casa dos pais dele, em Sudbury, no condado de Suffolk. Allies admitiu ter recebido dinheiro de Somerset, ter mantido um relacionamento sexual com ele, e trabalhar em Cleveland Street para Hammond. Em 22 de agosto, a polícia entrevistou Somerset pela segunda vez, tendo Somerset partido em seguida para Bad Homburg, onde o Príncipe de Gales passava suas férias de verão.
Em 11 de setembro, Newlove e Veck foram julgados. A defesa deles foi feita pelo advogado de Somerset, Arthur Newton, com Willie Mathews aparecendo por Newlove e Charles Gill por Veck. Somerset pagou os gastos advocatícios. A esta altura, Somerset havia se mudado para Hanôver para inspecionar alguns cavalos para o Príncipe de Gales, e a imprensa se referia aos "senhores nobres" envolvidos no julgamento. Newlove e Veck se declararam culpados de indecência em 18 de setembro e o juiz, Sir Thomas Chambers, ex-membro do Parlamento pelo Partido Liberal, que tinha uma reputação de ser leniente, condenou-os a quatro e nove meses de trabalho forçado, respectivamente. Os prostitutos também foram condenados a penas que foram consideradas demasiadamente lenientes. Hammond fugiu para a França, mas as autoridades francesas expulsaram-no após sofrerem pressão do governo britânico. Hammond se mudou para a Bélgica, de onde emigrou para os Estados Unidos. Newton, agindo em nome de Somerset, pagou a passagem de Hammond. Seguindo o conselho do Primeiro-Ministro, Lord Salisbury, nenhum processo de extradição foi aberto e a acusação contra Hammond foi silenciosamente abandonada.
Somerset retornou à Grã-Bretanha no final de setembro para participar das vendas de cavalos em Newmarket, mas deixou o país e foi para Dieppe em 26 de setembro, provavelmente após ser alertado por Newton que corria o risco de ser preso. Ele retornou novamente em 30 de setembro. Poucos dias depois, sua avó, Emily Somerset, duquesa de Beaufort, morreu e ele compareceu ao seu funeral. Hamilton Cuffe, procurador assistente do Tesouro, e James Monro, Comissário da Polícia Metropolitana de Londres, fizeram pressão para que algo fosse feito contra Somerset, mas o Lorde Chanceler, Hardinge Giffard, bloqueou a abertura de qualquer acusação contra ele. Os rumores de que Somerset estava envolvido no escândalo começaram a circular e, em 19 de outubro, ele foi para a França. Lord Salisbury foi mais tarde acusado de avisar Somerset, através de Sir Dighton Probyn — que conheceu Salisbury na noite anterior — de que a emissão de um mandado para sua prisão era iminente. Isto foi negado pelo Lord Salisbury e pelo Advogado-Geral, Richard Webster. O Príncipe de Gales escreveu ao Lord Salisbury, expressando satisfação pelo fato de que Somerset foi autorizado a deixar o país e pedindo que Somerset não fosse molestado pelas autoridades caso se "atrevesse a mostrar sua cara na Inglaterra de novo", mas Lord Salisbury também estava sendo pressionado pela polícia para processar Somerset. Em 12 de novembro, um mandado de prisão contra Somerset foi finalmente emitido. A esta altura, Somerset já estava em segurança no exterior, e o mandado obteve pouca atenção do público. Após uma mal-sucedida busca por emprego na Turquia e na Áustria-Hungria, Somerset viveu o resto de sua vida num auto-imposto e confortável exílio no sul da França.

## Revelações públicas

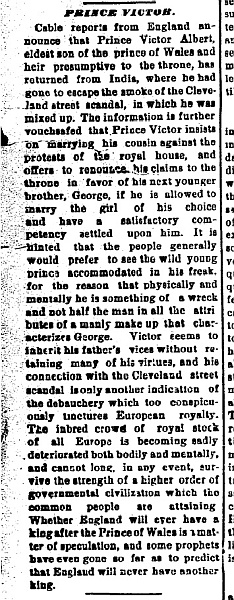
Os jornais estadunidenses afirmaram que o príncipe Alberto Vitor estava "envolvido" no escândalo.

Como a imprensa mal cobriu o caso, a história teria desvanecido rapidamente da memória do público, não fosse o jornalista Ernest Parke. Editor do obscuro semanal radical The North London Press, Parke ficou sabendo do caso quando um de seus repórteres trouxe-lhe a história da condenação de Newlove. Parke começou a questionar por que os prostitutos tinham recebidos sentenças tão leves (a pena habitual para "atentado violento ao pudor" era de dois anos) e como Hammond tinha sido capaz de evitar sua prisão. Conforme sua curiosidade crescia, Parke descobriu que os prostitutos tinham revelado os nomes de aristocratas proeminentes. Em seguida, ele publicou uma reportagem, em 28 de setembro, insinuando o envolvimento desses aristocratas, mas sem publicar os nomes deles. Foi somente em 16 de novembro que ele publicou uma matéria mencionando especificamente Henry Fitzroy, Conde de Euston, em "um escândalo indescritivelmente repugnante em Cleveland Street". Ele ainda afirmou que o Conde de Euston teria fugido para o Peru e que foi autorizado a sair do país para encobrir o envolvimento de uma pessoa de status social mais elevado, que não foi especificada, mas que alguns consideram ser o príncipe Alberto Vitor, filho do Príncipe de Gales.
O Conde de Euston ainda estava de fato na Inglaterra e imediatamente abriu um processo contra Parke por difamação. No julgamento, o Conde de Euston admitiu que, quando caminhava pela Piccadilly, um panfleteiro lhe deu um cartão que dizia "Poses plastiques. C. Hammond, 19 Cleveland Street". O Conde de Euston testemunhou que ele foi até o bordel acreditando que Poses plastiques era uma exibição de mulheres nuas. Ele pagou um soberano (moeda de ouro) para entrar, mas disse ter ficado chocado ao descobrir a natureza "imprópria" do lugar e imediatamente se retirou. As testemunhas de defesa de Parke se contradisseram, e não conseguiram descrever o Conde de Euston com precisão. A última testemunha de defesa foi John Saul, um prostituto que admitia a ganhar a vida levando uma "vida imoral" e "praticando a criminalidade". A defesa não chamou Newlove ou Veck como testemunhas, e não conseguiu produzir qualquer prova de que o Conde de Euston havia deixado o país. Em 16 de janeiro de 1890, o júri considerou Parke culpado e o juiz o condenou a doze meses de prisão. Segundo H. Montgomery Hyde, um eminente historiador da homossexualidade, não há dúvidas de que o Conde de Euston estava dizendo a verdade e só visitou o bordel da Cleveland Street porque havia sido enganado pelo cartão.
O juiz, Sir Henry Hawkins, tinha uma carreira distinta, assim como os outros advogados empregados no caso. Os promotores, Charles Russell e Willie Mathews, tornaram-se Presidente das Cortes da Inglaterra e de Gales e Diretor do Ministério Público, respectivamente. O advogado de defesa, Frank Lockwood, tornou-se Advogado Geral da Inglaterra e de Gales, e seu assistente, Herbert Henry Asquith, se tornaria Primeiro-ministro do Reino Unido vinte anos mais tarde.
Enquanto a condenação de Parke inocentou o conde de Euston, outro julgamento começou em 16 de dezembro de 1889, quando o advogado de Somerset e Newlove, Arthur Newton, foi acusado de obstrução da justiça. Alegou-se que ele conspirou para evitar que Hammond e os prostitutos depusessem, oferecendo passagem e dinheiro para que eles pudessem fugir para o exterior. Newton foi defendido por Charles Russell, que havia processado Ernest Parke, e o procurador foi Sir Richard Webster, o Procurador-Geral. Newton se declarou culpado de uma das seis acusações, afirmando que havia orientado Hammond a fugir como forma de proteger seus clientes, que naquele momento não estavam sendo acusados de crime algum, de possível chantagem. O Procurador-Geral aceitou a declaração de culpa de Newton e não apresentou qualquer evidência sobre as outras cinco acusações que pesavam contra ele. Em 20 de maio, o juiz, Sir Lewis Cave, condenou Newton a seis semanas de prisão, o que foi considerado pelos membros da comunidade jurídica como uma pena dura. Uma petição assinada por 250 escritórios de advocacia de Londres foi enviada ao Secretário do Interior, Henry Matthews, protestando contra o julgamento de Newton.

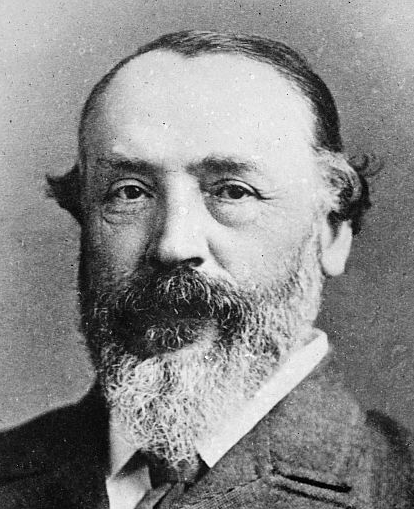
Henry Labouchère acusou o governo de conspirar para encobrir o escândalo.

Durante o julgamento de Newton, uma moção no Parlamento procurou investigar as alegações de Parke de que houve encobrimento dos fatos no caso. Henry Labouchère, um membro do Parlamento da ala radical do Partido Liberal, era opositor ferrenho da homossexualidade e liderou uma bem sucedida campanha para adicionar a emenda do "atentado violento ao pudor" (conhecida como "Emenda Labouchère") no Código Penal em 1885. Ele estava convencido de que a conspiração para encobrir o escândalo ia mais fundo no governo do que se supunha. Labouchère tornou suas suspeitas conhecidas no Parlamento em 28 de fevereiro de 1890. Ele negou que "um cavalheiro de posição muito alta"—presumivelmente o príncipe Alberto Vitor—estivesse de alguma forma envolvido com o escândalo, mas acusou o governo de conspirar para perverter o curso da justiça, dificultando as investigações, permitindo a fuga de Somerset e Hammond, atrasando os julgamentos e não processando os acusados com vigor. As acusações de Labouchère foram refutadas pelo Procurador Geral, Sir Richard Webster, que também foi o promotor do caso de Newton. Charles Russell, que tinha processado Parke e defendeu Newton, também era membro do Parlamento pelo Partido Liberal junto com Labouchère, mas se recusou a participar do debate. Após um debate apaixonado de mais de sete horas, durante o qual Labouchère foi expulso do Parlamento por dizer "Eu não acredito em Lord Salisbury" e se recusar a retirar a sua declaração, a moção foi derrotada por ampla margem, 206 votos contra a 66 a favor.

## Consequências
O interesse público no escândalo eventualmente desapareceu. A cobertura jornalística reforçou a visão negativa sobre a homossexualidade masculina como um vício aristocrático, apresentando os mensageiros telegráficos como corrompidos e explorados pelos membros da classe superior. Esta atitude atingiu o seu clímax alguns anos mais tarde, quando Oscar Wilde foi julgado por atentado violento ao pudor como o resultado de seu romance com Lord Alfred Douglas.
O próprio Wilde fez alusão ao caso em O Retrato de Dorian Gray, originalmente publicado em 1890. As críticas ao romance foram hostis; em clara referência ao escândalo da Cleveland Street, um crítico chamou-o de adequado para "ninguém além de nobres fora da lei e mensageiros telegráficos pervertidos". A revisão que Wilde fez em 1891 omitiu certas passagens-chave do romance, que foram consideradas muito homoeróticas. Em 1895, Wilde processou, sem sucesso, o pai de Alfred, o Marquês de Queensberry, por difamação. Sir Edward Carson, conselheiro do Marquês, usou citações do romance contra Wilde e questionou-o sobre suas relações com jovens trabalhadores. Após o fracasso de seu processo, Wilde foi acusado de atentado violento ao pudor, considerado culpado e condenado a dois anos de trabalho forçado. Ele foi processado por Charles Gill, que havia defendido Veck no caso da Cleveland Street.

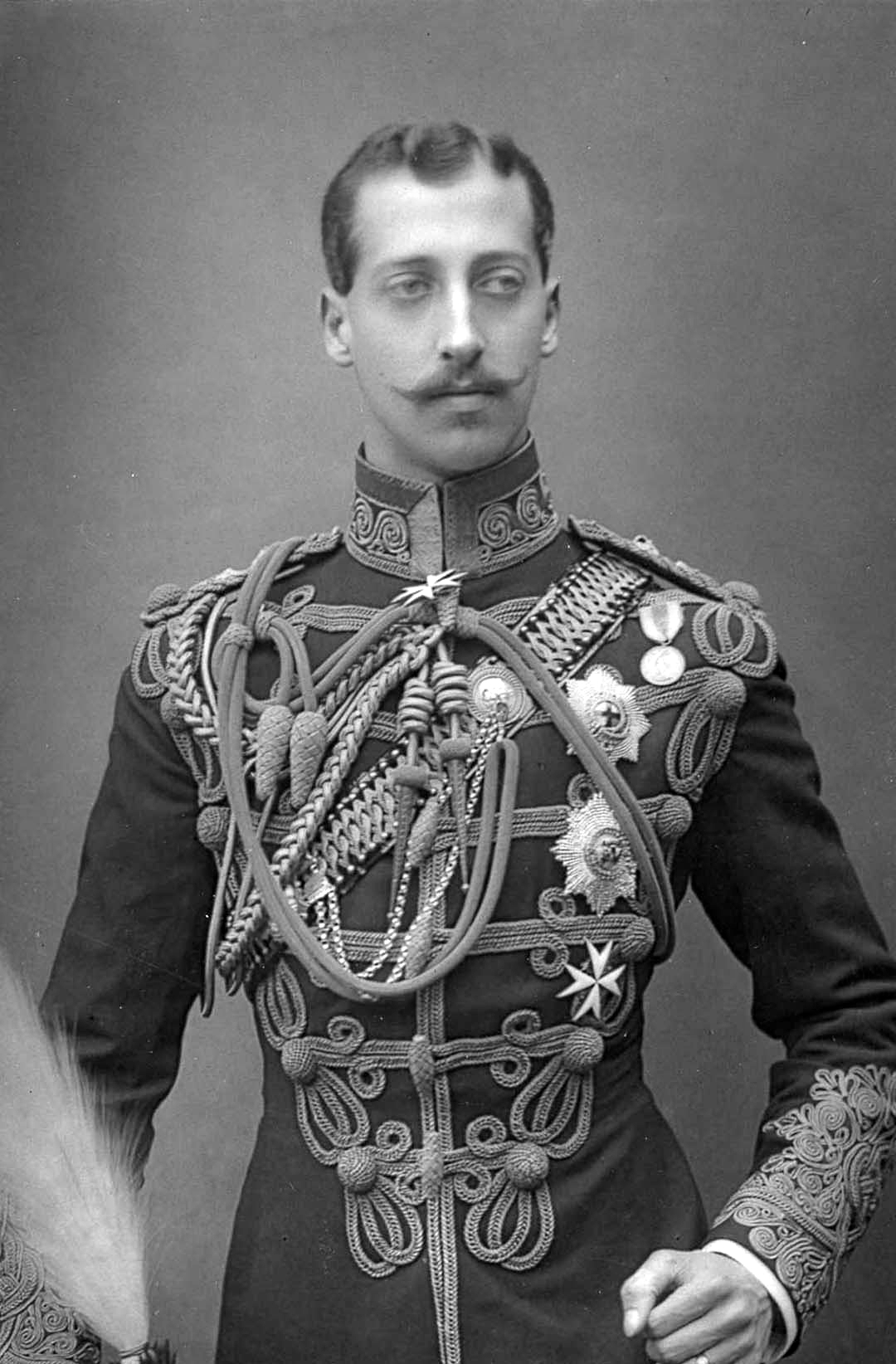
O príncipe Alberto Vitor foi nomeado Duque de Clarence e Avondale no ano seguinte ao do escândalo.

O Príncipe Alberto Vitor morreu em 1892, mas as fofocas sobre sua vida sexual continuaram. Sessenta anos depois do escândalo, o biógrafo oficial do rei Jorge V, Harold Nicolson, ficou sabendo através do barão Rayner Goddard, que era um estudante de 12 anos de idade na época do escândalo, que o príncipe Albeto Vitor "tinha se envolvido em um bordel masculino e que um advogado teve que cometer perjúrio para livrá-lo. O advogado foi cassado por sua ofensa, mas depois foi reintegrado". Na verdade, nenhum dos advogados envolvidos no caso foi condenado por perjúrio ou cassado, a maioria deles tinham carreiras distintas. No entanto, Arthur Newton foi cassado por doze meses em 1910 por má conduta profissional após falsificar as cartas de um de seus clientes— o assassino notório Harvey Crippen. Em 1913, ele foi cassado por tempo indeterminado e condenado a três anos de prisão por obter dinheiro por falsos pretextos.
Newton pode ter inventado e espalhado os boatos sobre o príncipe Alberto Vitor numa tentativa de proteger seus clientes através da criação de um falso complô de encobrimento. Documentos de Estado sobre o caso no Escritório de Registros Públicos, revelados ao público na década de 1970, não fornecem nenhuma informação sobre o envolvimento do Príncipe, a não ser a ameaça de Newton de implicá-lo no caso. Hamilton Cuffe escreveu ao Diretor do Ministério Público, Sir Augustus Stephenson, "disseram-me que Newton se gabou de que se continuarmos [com o processo], uma pessoa muito ilustre será envolvida (PAV). Eu não quero dizer que eu, por algum instante, dou crédito a isso—mas em circunstâncias como esta, nunca se sabe o que pode ser dito, seja inventado ou seja verdade". Cartas privadas de Somerset ao seu amigo Reginald Brett confirmam que Somerset sabia dos rumores, mas não tinha certeza se eles eram verdadeiros. Ele escreve: "Eu posso entender muito bem o Príncipe de Gales estar irritado com o nome de seu filho ser acoplado com a coisa... estávamos ambos sendo acusados de ir a esse lugar, mas não juntos... eu me pergunto se é realmente um fato ou apenas uma invenção". Em sua correspondência, Sir Dighton Probyn se refere a "boatos cruéis e injustos em relação ao PAV" e "falsos relatos arrastando o nome de PAV para a história triste".
Quando o nome do príncipe Alberto Vitor apareceu na imprensa americana, o New York Herald publicou uma carta anônima, quase certamente escrita por Charles Hall, dizendo que "não há, e nunca houve, a menor desculpa para se mencionar o nome do príncipe Alberto Vitor". Os biógrafos que acreditam nos rumores supõem que o Príncipe Albert Victor era bissexual, mas isso é fortemente contestado por outros, que se referem a ele como "ardentemente heterossexual" e dizem que seu envolvimento com os rumores foi "um tanto injusto".